# Famille von der Recke
 (septembre 2024).
La famille von der Recke est le nom d'une ancienne famille noble du comté de La Marck. Les seigneurs von der Recke, également von der Reck, appartiennent à la noblesse westphalienne. Les membres de la famille sont organisés en association familiale.

## Histoire
La famille est mentionnée pour la première fois dans un document en 1265 avec le ministériel Bernhardus de Reke. En 1320, Adolf von der Recke est nommé écuyer des comtes de Mark et au cours des années suivantes, d'autres homonymes de la famille sont également confirmés comme châtelain du comté de La Marck. Les seigneurs de Recke vivent à Kamen et les plus anciennes possessions de la famille se trouvent également dans la région. Cependant, le château de Reck (de) n'est pas le siège ancestral de la famille, car il s'appelait à l'origine zur Heide et ne reçoit que plus tard le nom de Reck d'après la famille propriétaire.
C'est également dans cette région que se sont formées les deux grandes lignées Heeren et Reck, qui se sont à leur tour divisées en de nombreuses branches et se sont fortement étendues vers l'est et l'ouest. À l'est, elles parviennent jusqu'en Livonie, puisque les Recke ayant, avec les Fürstenberg (de), pris la plus grande part dans la colonisation de la région de la mer Baltique par la noblesse westphalienne. Les différentes lignées familiales portent le nom de leurs possessions d'origine, notamment Heeren et Heiden (de). Le château de Heessen (de) près de Hamm fait également partie de leurs fiefs pendant plus de 300 ans, jusqu'en 1775. Goddert II von der Recke de la lignée de Heeren épouse en 1414 Neyse (Agnes) von Volmestein, la fille héritière des nobles seigneurs de Volmestein (de). Les lignées de Steinfurt (de) et Heessen ont pu se développer sur le riche domaine de Volmarstein, dont la branche de Stockhausen (de) s'installe plus tard dans le comté de Ravensberg et en Silésie. Dans le sillage de la Réforme, la plupart des lignées se convertissent à la foi protestante ; les lignées de Heessen et de Steinfurt du Münsterland se convertissent toutefois à nouveau au catholicisme au XVIIe siècle. Johann V. von der Recke, de la brache de Steinfurt, rédige en 1651 un volumineux mémoire de conversion pour justifier cette démarche.
Le titre de baron du Saint-Empire est acquis par des membres des lignées ou des lignées secondaires de Reck en 1623, Kurl en 1653, Horst en 1677, Uentrop (de) en 1677, Witten en 1708, Wenge-Offenberg en 1709 et Steinfurt en 1717. Les lignées et branches de Heessen, Stockhausen et Neuenburg (de) obtiennent le titre de baron selon le droit coutumier ou par un oukase du Sénat. Une branche de la lignée Stockhausen est élevée au rang de comte prussien en 1817 avec le nom de von der Recke von Volmerstein.
La famille produit de nombreux membres importants. Entre autres, le maître livonien de l'ordre teutonique et le prince impérial Johann von der Recke (de) de la branche de Heeren (mort en 1551) et le prince-évêque de Paderborn Dietrich Adolf von der Recke de la branche de Kurl (en fonction de 1650 à 1661). Maria-Bernardine von der Recke-Steinfurt (1733–1784) est la grand-mère de la poétesse Annette von Droste-Hülshoff. Adalbert von der Recke-Volmerstein (de) (1791-1878) est l'un des cofondateurs de la diaconie et Eberhard von der Recke von der Horst (1847-1911) ministre prussien de l'Intérieur.

## Branche balte
En 1525, Matthias Ier von der Recke (de) (mort en 1580), issu de la branche de Heiden, se rend en Livonie. Ses parents sont Thierry XIII von der Recke zu Kamen (mort en 1538) et Elisabeth von Hiesfeld. Matthias entre dans l'Ordre Teutonique et devient commandeur de Doblen en 1551. Il épouse Sophia von Fircks (de) (morte en 1598) en 1564, ils ont quatre enfants.
Le fils aîné, Matthias II (1565-1638) est élevé en Westphalie, il s'installe dans le duché de Courlande et de Zemgale en 1592. Pendant un certain temps, il est également officier de l'électeur de Brandebourg. De 1617 à 1638, il est Landhofmeister (de) et donc conseiller principal du duc de Courlande, Gotthard Kettler.
Son fils Friedrich Johann (1606-1671) hérite des domaines de Blieden et de Sturhof et est intendant du duché de Courlande et de Zemgale de 1649 à 1671. Son arrière-petit-fils George (1692-1760) est l'héritier de Neuenburg et de Blieden. De 1727 à 1760, il est capitaine en chef à Mitau et donc responsable de l'administration et de la cour de son district. Il se marie avec Anna Dorothea von der Recke de la branche de Bieden et a deux fils. Le fils aîné Diederich Casimir (1713-1765) nomme son fils Magnus (1739-1795) pour hériter de Neuenburg. En 1771, il épouse Elisa, la comtesse impériale von Medem, qui devient célèbre en tant que poète. Magnus n'ayant pas de descendance, son frère Christophe (1758-1844) hérite de lui Neuenburg. Cela estsuivi par une division répétée de l'héritage et des propriétés foncières entre les descendants.
Un nouveau regroupement et plusieurs héritages permettent à la famille noble, avec le maréchal d'arrondissement de Tuckum, August von der Recke auf Neuenburg (1807-1861), de revendiquer une vaste propriété foncière en Courlande. Il s'agit notamment de Neuenburg avec Georgenhof, Neuhof, Dorotheenhof, Paueneck et Marienhof. Il a également acheté le domaine d'Ohseln et fondé le fidéicommis de Neuenburg. La famille von Recke fait partie des familles les plus anciennes et les plus respectées de Courlande. En 1912, les membres de la famille possédaient huit propriétés totalisant 25461 hectares. Après l'expropriation en 1919, ils se sont retrouvés avec de petits biens résiduels. Les nationaux-socialistes font expulser tous les allemands du Courlande en 1939. L'expulsion est volontaire. Les propriétaires de domaines reçoivent des possessions dans le Warthegau, dont les anciens propriétaires polonais ont été expulsés après l'annexion allemande. À la suite de la fuite et de l'expulsion, ces biens sont à nouveau perdus avec la fin de la Seconde Guerre mondiale.

## Autres branches
Le nom « von der Recke » a aussi évolué à la suite de déplacements de la famille dans le reste du monde. En Amérique du nord, par exemple, on y a ajouté « Siedler » voulant dire « colons » en allemand.

## Blason
- Les armoiries de la famille montrent une barre d'argent en bleu, surmontée de trois pieux rouges. Le casque est orné d'un vol ouvert bleu avec l'écu sur chaque aile. Les coques du casque sont bleues et argentées à droite et rouges et argentées à gauche.
- La branche de Steinfurt adopte les armoiries de Volmerstein, de sorte que les armoiries sont combinées avec les armoiries de la famille von Recke. Ces armoiries sont écartelées et sont encore portées aujourd'hui par les descendants descendant de la branche de Stockhausen.
- Les armoiries des comtes de 1817 sont écartelées et surmontées d'un écusson en forme de cœur bordé d'or, dans lequel se trouve une croix d'or flottante. Les champs 1 et 4 montrent les armoiries de la famille, les champs 2 et 3 d'argent une boule d'or piquée de trois oreilles de buffle dans une croix en éventail (Volmerstein (de)). Trois casques avec des couvertures bleu-argent-rouge de chaque côté, à droite le casque tronc, sur celui du milieu une aigle noire couronnée, sur celui de gauche la boule avec les oreilles de buffle entre deux cornes de buffle d'argent (Volmerstein). En guise de porte-écusson, deux « hommes sauvages », regardant vers l'intérieur, avec des couronnes vertes autour des reins, appuyés sur une massue.

### Armoiries historiques

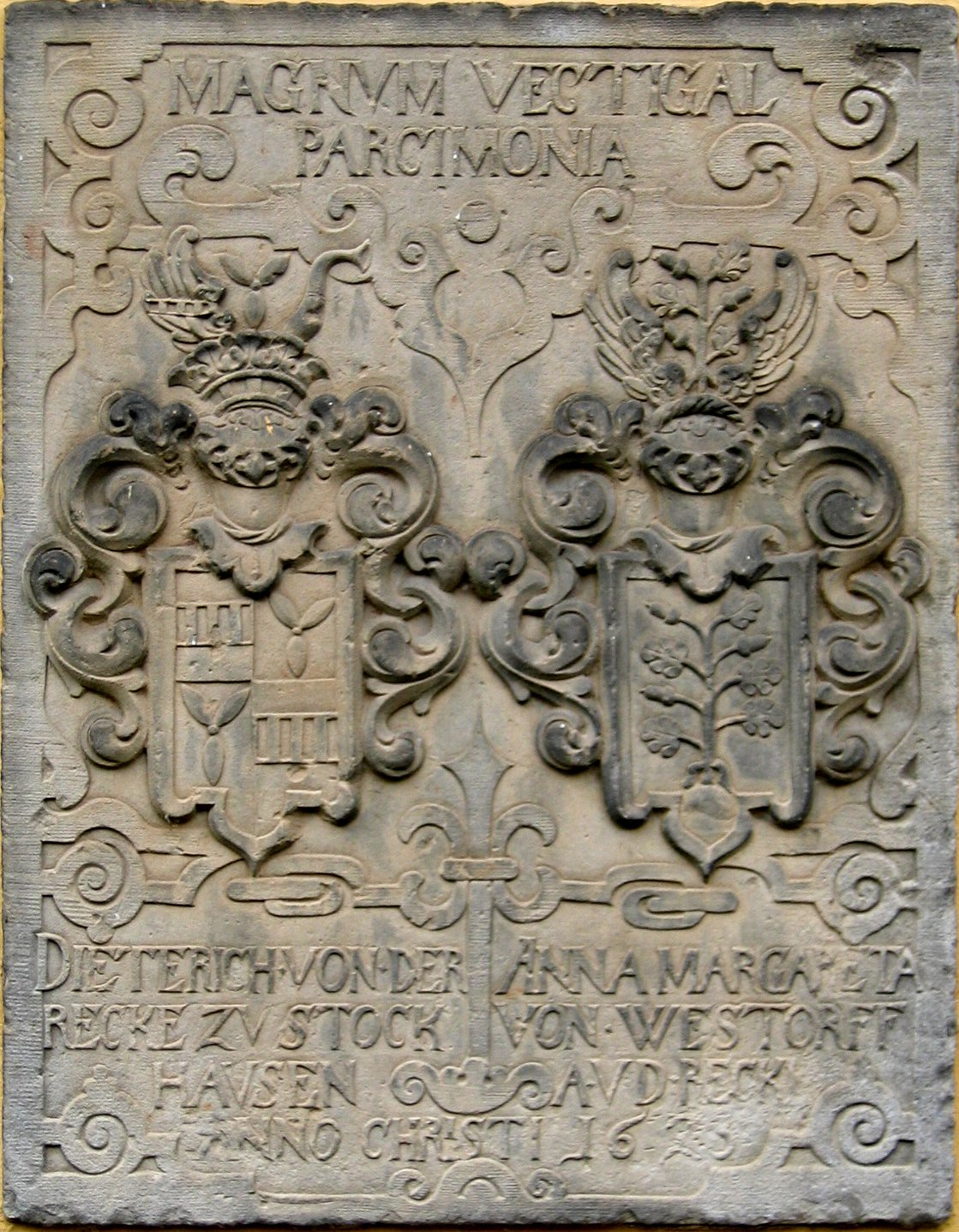
Armoiries de l'alliance de Recke-Stockhausen-von Westrup
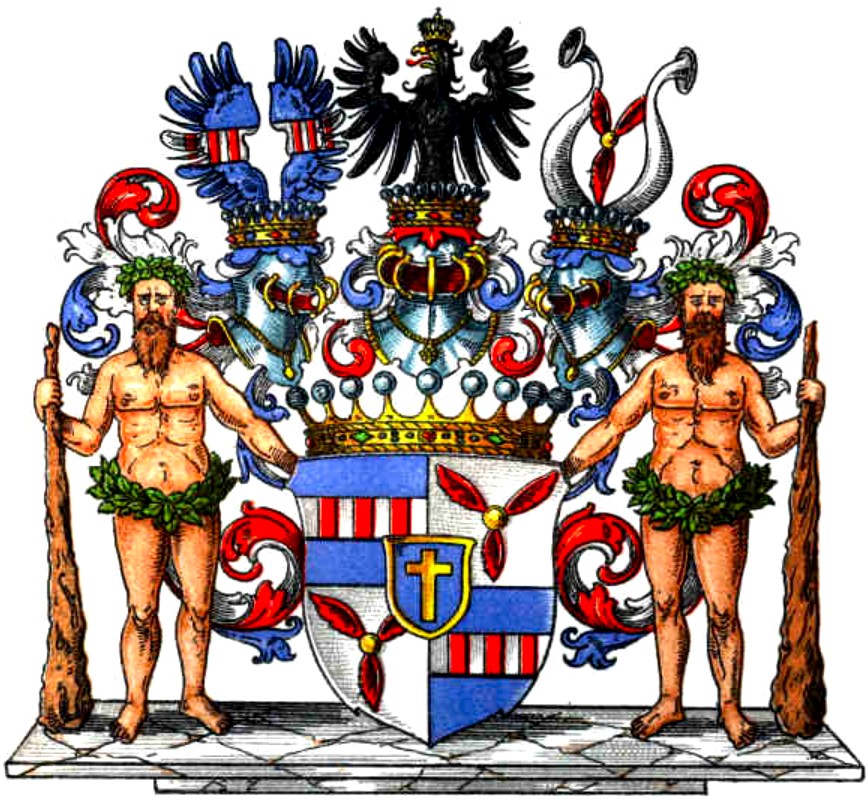
Armoiries des comtes von der Recke von Volmerstein

## Droits souverains
En tant que propriétaires de biens de la chevalerie, les Recke font partie de la noblesse de la chevalerie dans le comté de la Marck, de la principauté épiscopale de Münster, de la principauté de Minden et du duché de Courlande faisaient partie de la chevalerie rurale. Outre le patronage, les seigneurs von der Recke possèdent des domaines fiscaux et juridiques largement indépendants du souverain. En faisaient partie :

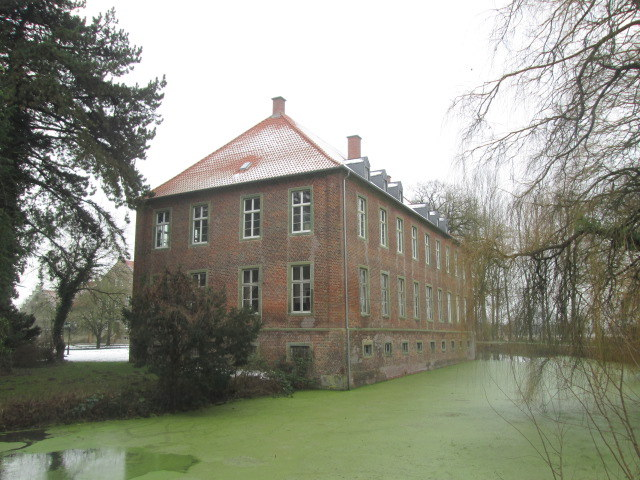
(appartenant à la famille de 1393 à 1990)

- la seigneurie de Haaren ; château d'Uentrop (de) (appartenant à la famille de 1393 à 1990)
- la seigneurie de Reck ; château de Reck (de) (appartenant à la famille du XIVe siècle jusqu'en 1787)
- la seigneurie de Stiepel ; château de Kemnade (de) (appartenant à la famille de 1414 à 1647)
- le comté de Volmestein ; château de Volmarstein (de) (à partir de 1100 environ, le siège des seigneurs de Volmestein, à partir de 1429 de la famille von der Recke, qui possède des biens jusqu'au XXe siècle).
- la seigneurie de Heessen ; château de Heessen (de) (depuis le début du XIVe siècle, propriété des Volmestein, propriété de la famille de 1429 à 1775 ou 1810)
- la seigneurie de Steinfurt ; château de Drensteinfurt (de) (à partir de 1325 fief des Volmestein, de 1429 à 1739 propriété de la famille)
- le château de Werdringen (de) (appartenant à la famille de 1437 à 1921)
- la seigneurie de Wulfsberg ; château de Wolfsberg (de) à Lüdinghausen (appartenant à la famille de 1537 à 1788)
- Neuenburg (de), arrondissement de Tuckum (de)/Courlande (appartenant à la famille de 1576 à 1919)
- Schmucken, arrondissement de Tuckum/Courlande (appartenant à la famille de 1576 à 1732)
- Elisenhof, arrondissement de Tuckum/Courlande (appartenant à la famille de 1576 à 1919)
- Berghof-Brotzen, près de Frauembourg, arrondissement de Goldingen (de)/Courlande (propriété de la famille de 1576 à 1919)
- la seigneurie de Horst ; voir le château d'Horst (appartenant à la famille de 1607 à 1706)
- le manoir de Stockhausen (de) (appartenant à la famille de 1628 à 1979)
- la seigneurie de Heeren ; château de Heeren (aux XVIIe et XVIIIe siècles, propriété de la famille)
- le manoir d'Obernfelde (de) (appartenant à la famille depuis 1818 jusqu'à ce jour)
- le manoir de Kraschnitz, en Silésie (appartenant à la famille de 1845 à 1945)
- Durben près de Tuckum/Courlande (appartenant à la famille de 1848 à 1919)
- Paulsgnade près de Mitau/Courlande (appartenant à la famille de 1848 à 1919)
- Schlockenbeck (de), près de Tuckum/Courlande (appartenant à la famille de 1848 à 1919)
- le château de Mansfeld, (appartenant à la famille de 1849 à 1945)
- le manoir de Schlesisch Halbau (appartenant à la famille depuis 1862)
- Parchau, arrondissement de Lüben/Silésie (propriété familiale de 1892)

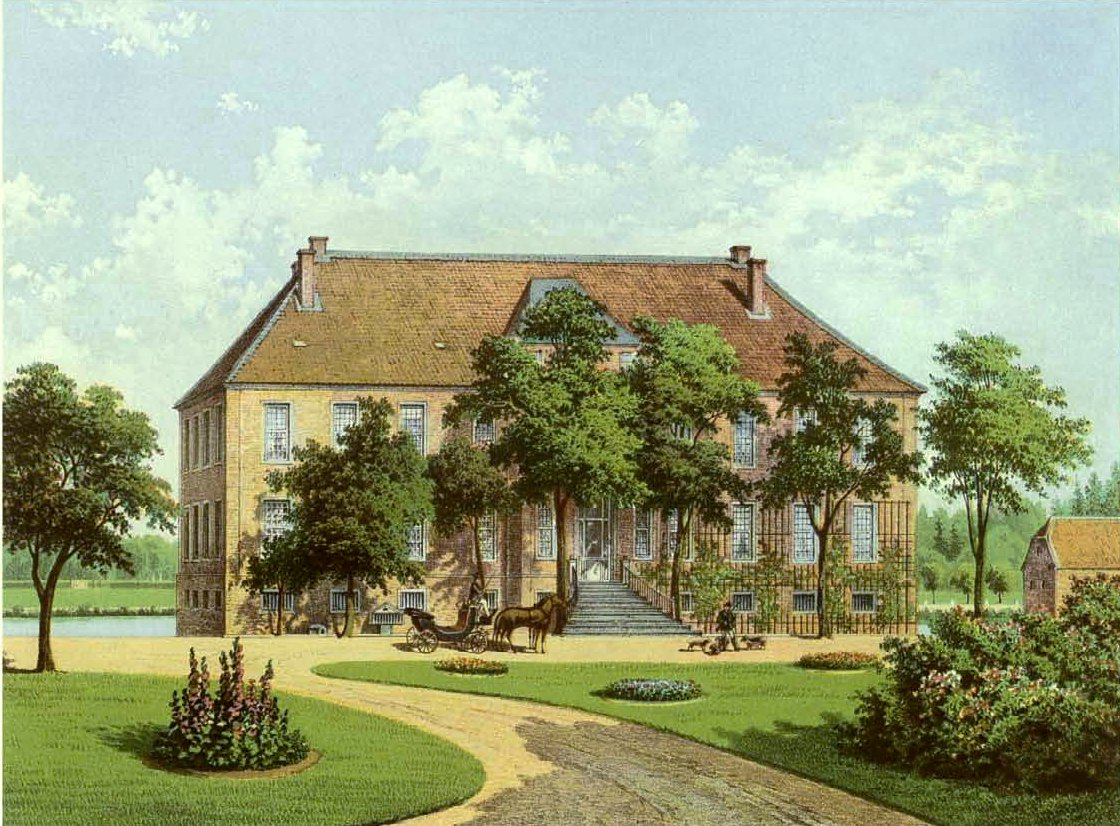
Château d'Uentrop (de)
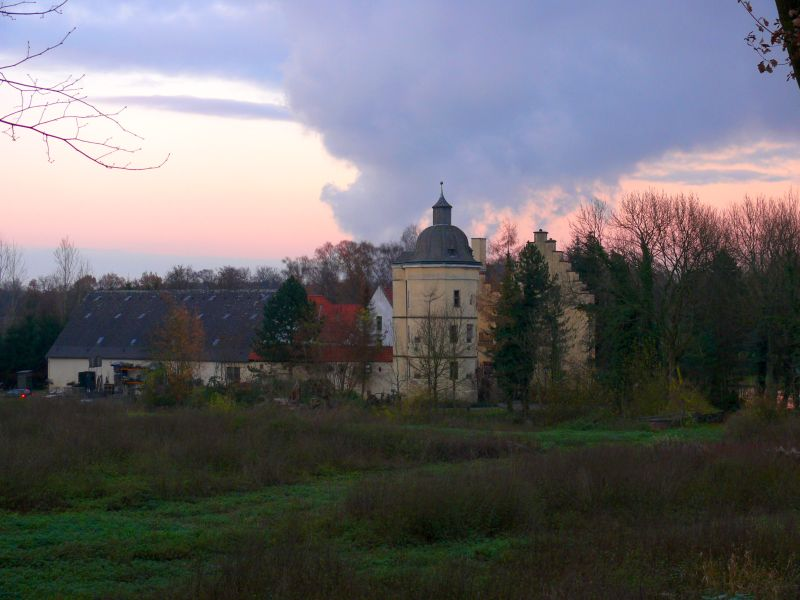
Château de Reck (de)
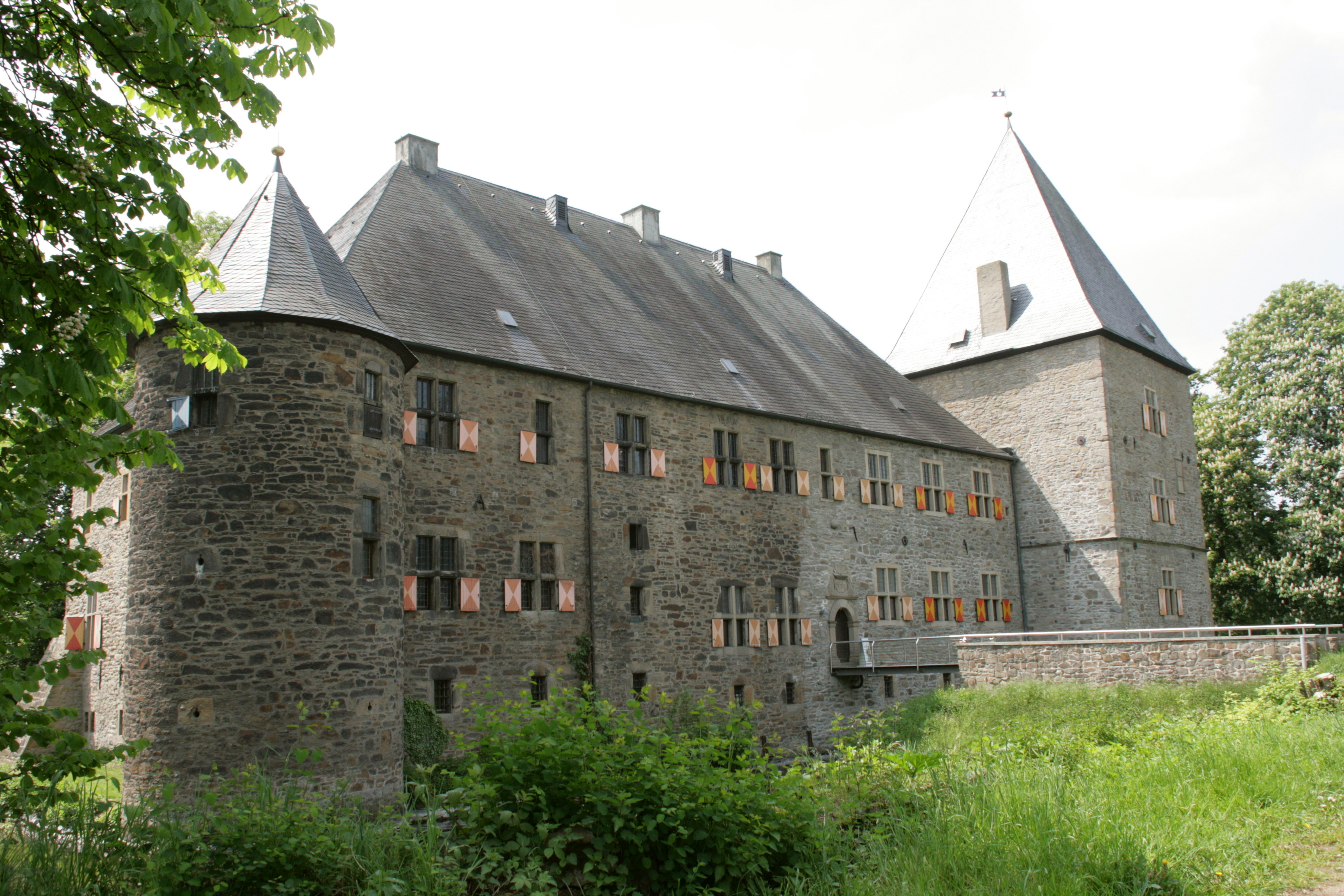
Château de Kemnade (de)
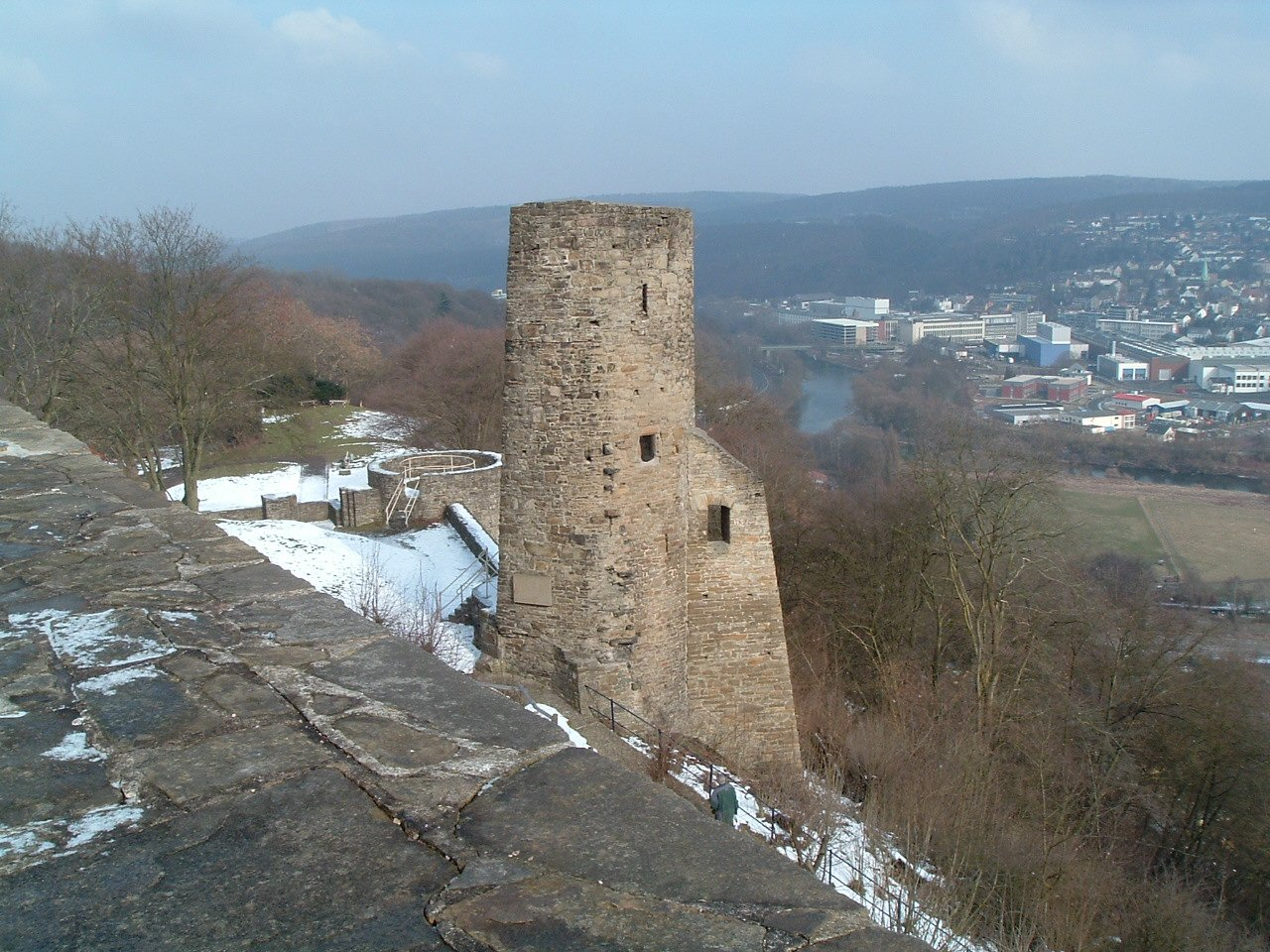
Ruines du château de Volmarstein (de)
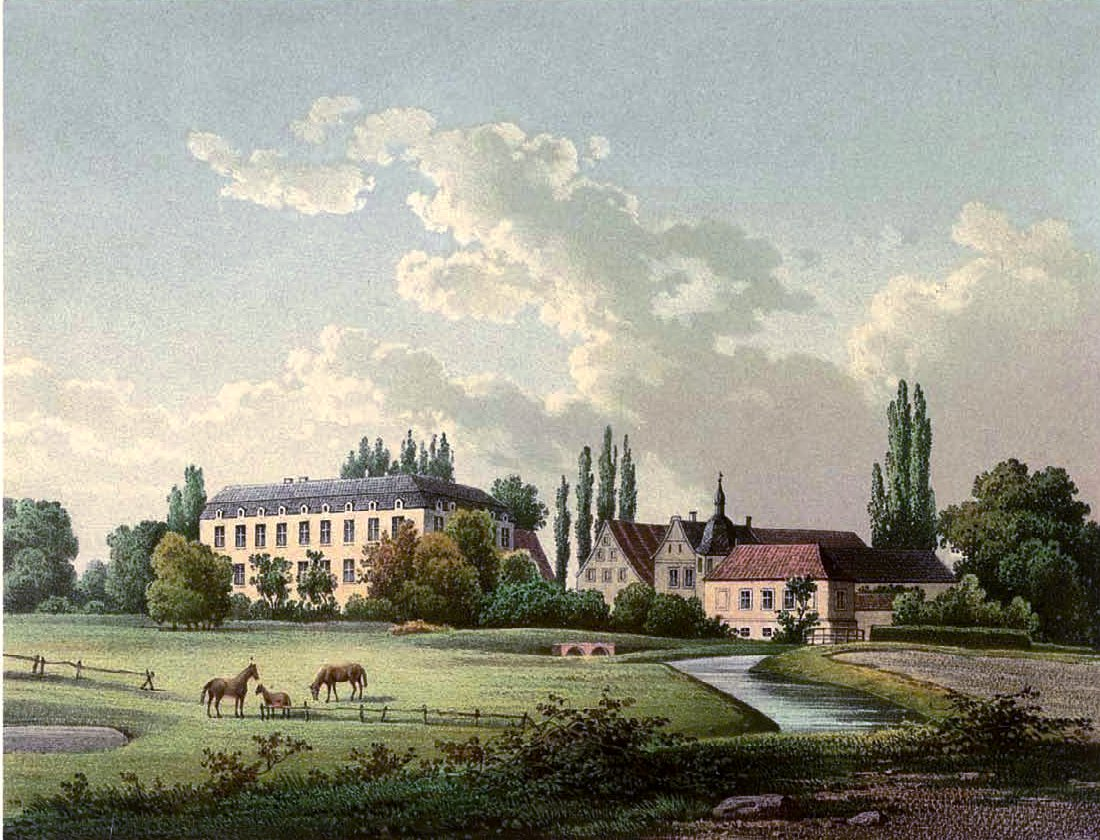
Château de Heessen (de)
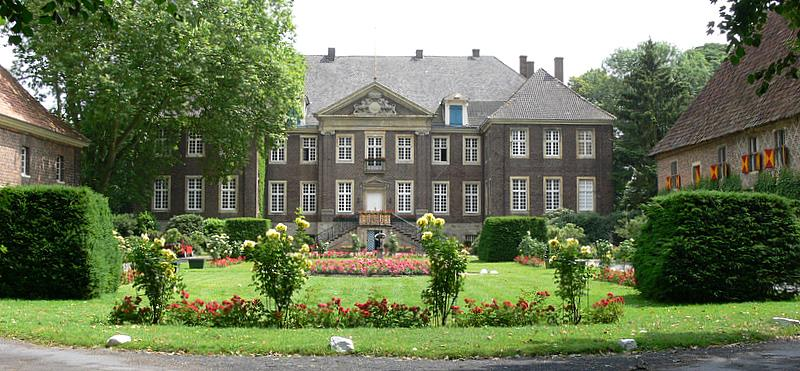
Château de Drensteinfurt (de)
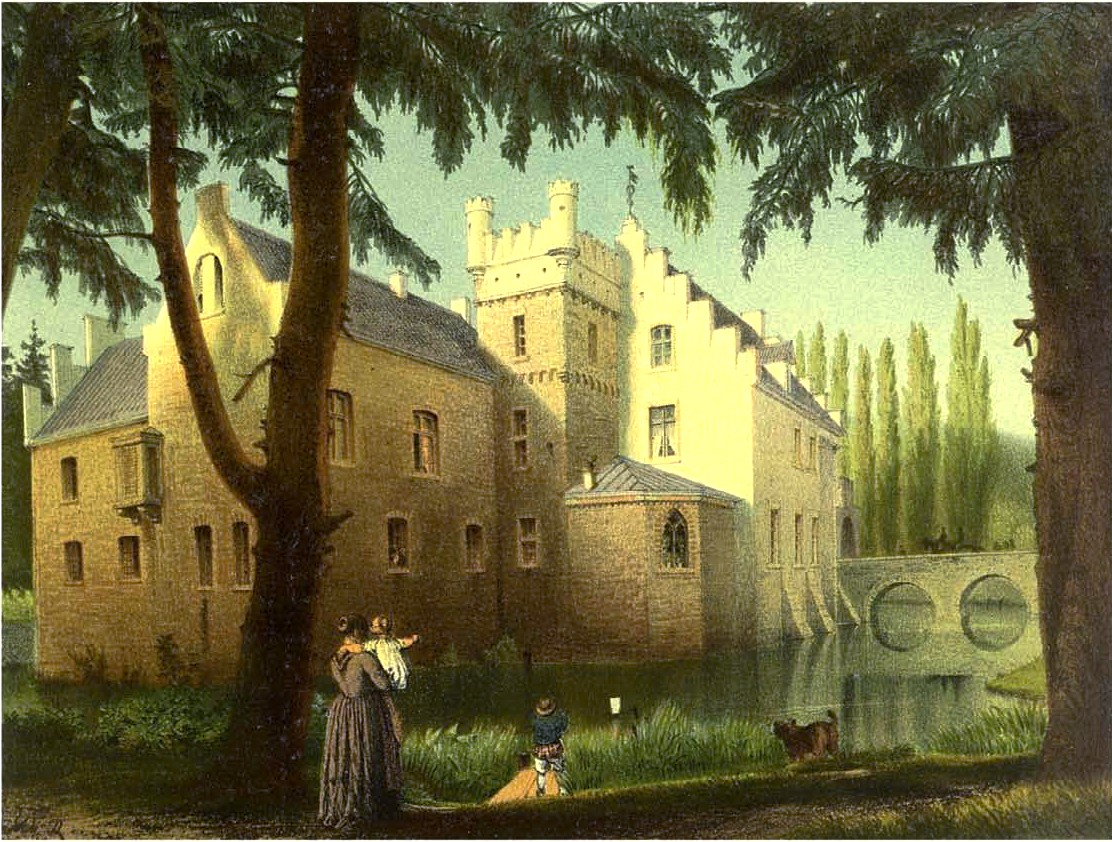
Château de Werdringen (de)
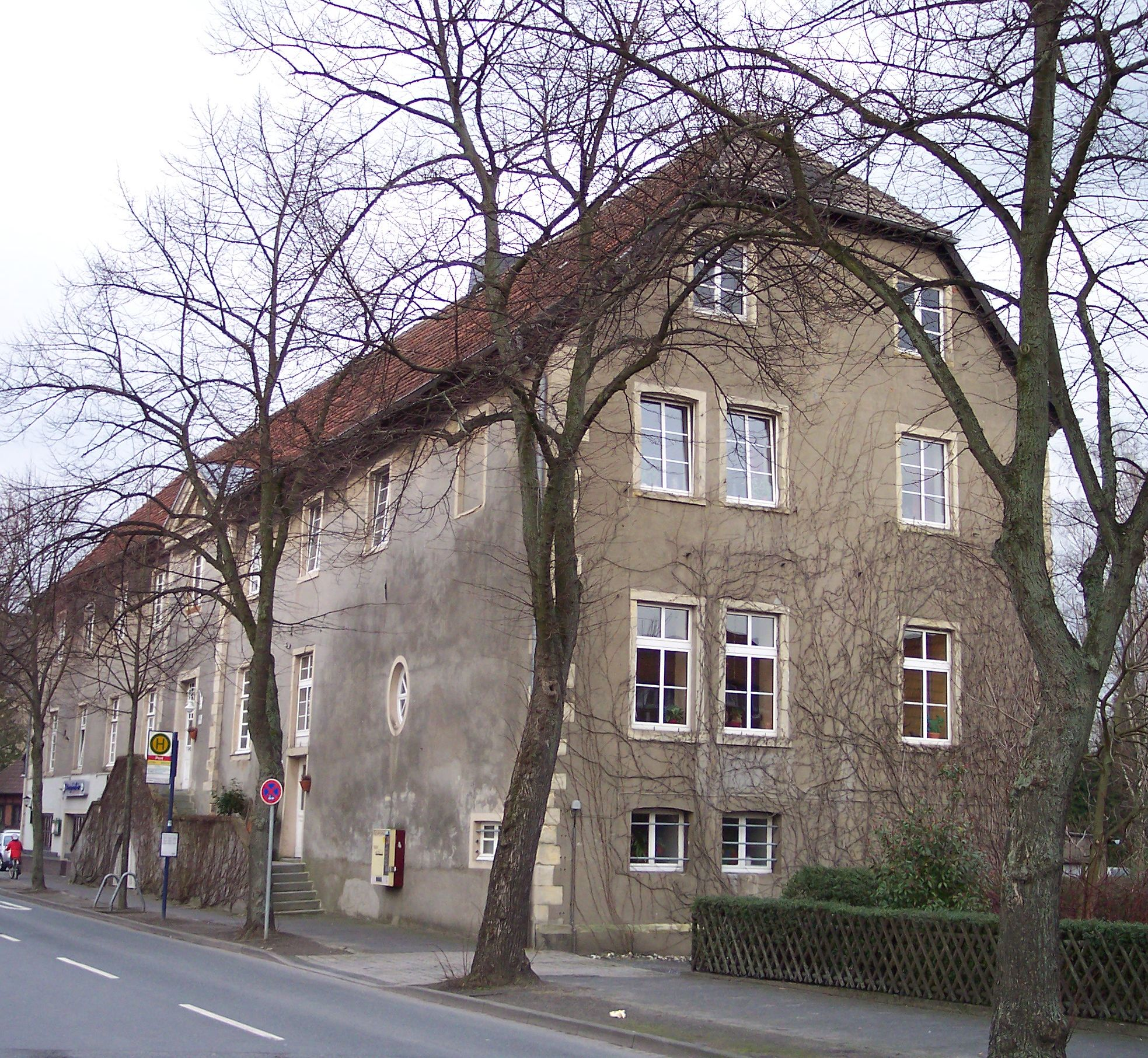
Château de Wolfsberg (de)
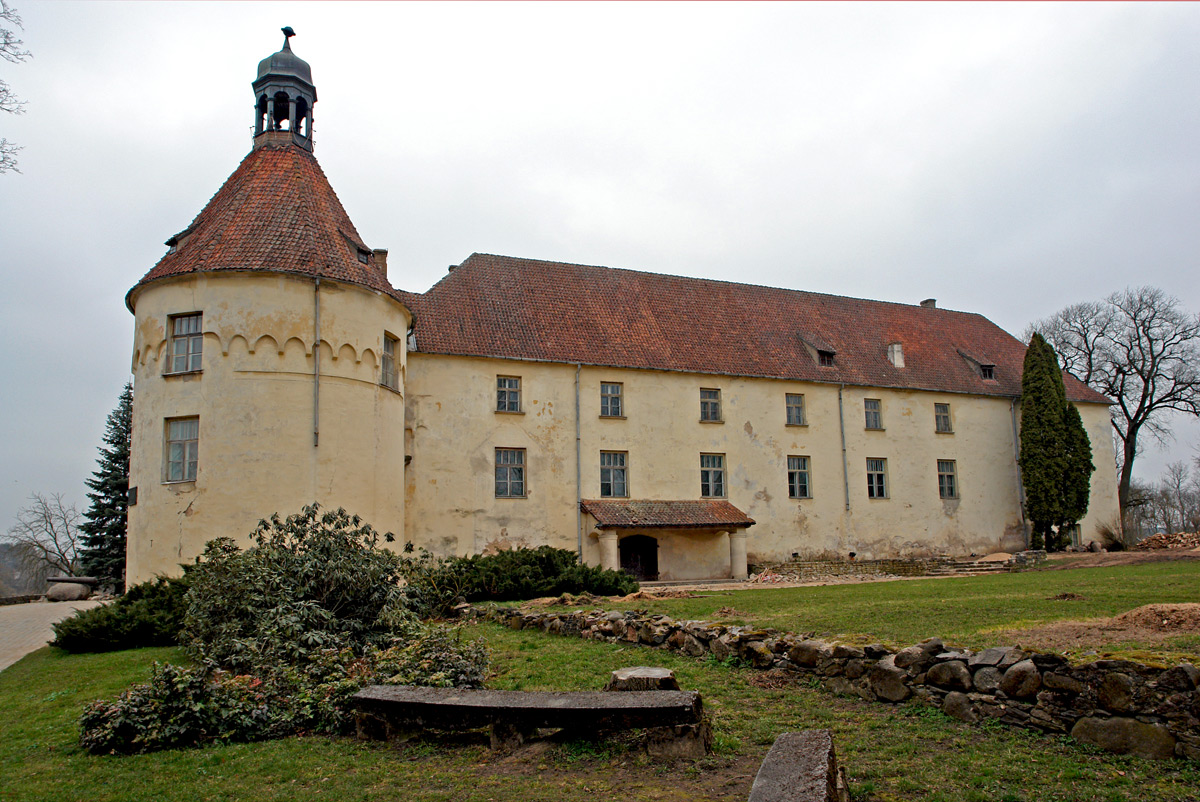
Neuenburg (de), Courlande
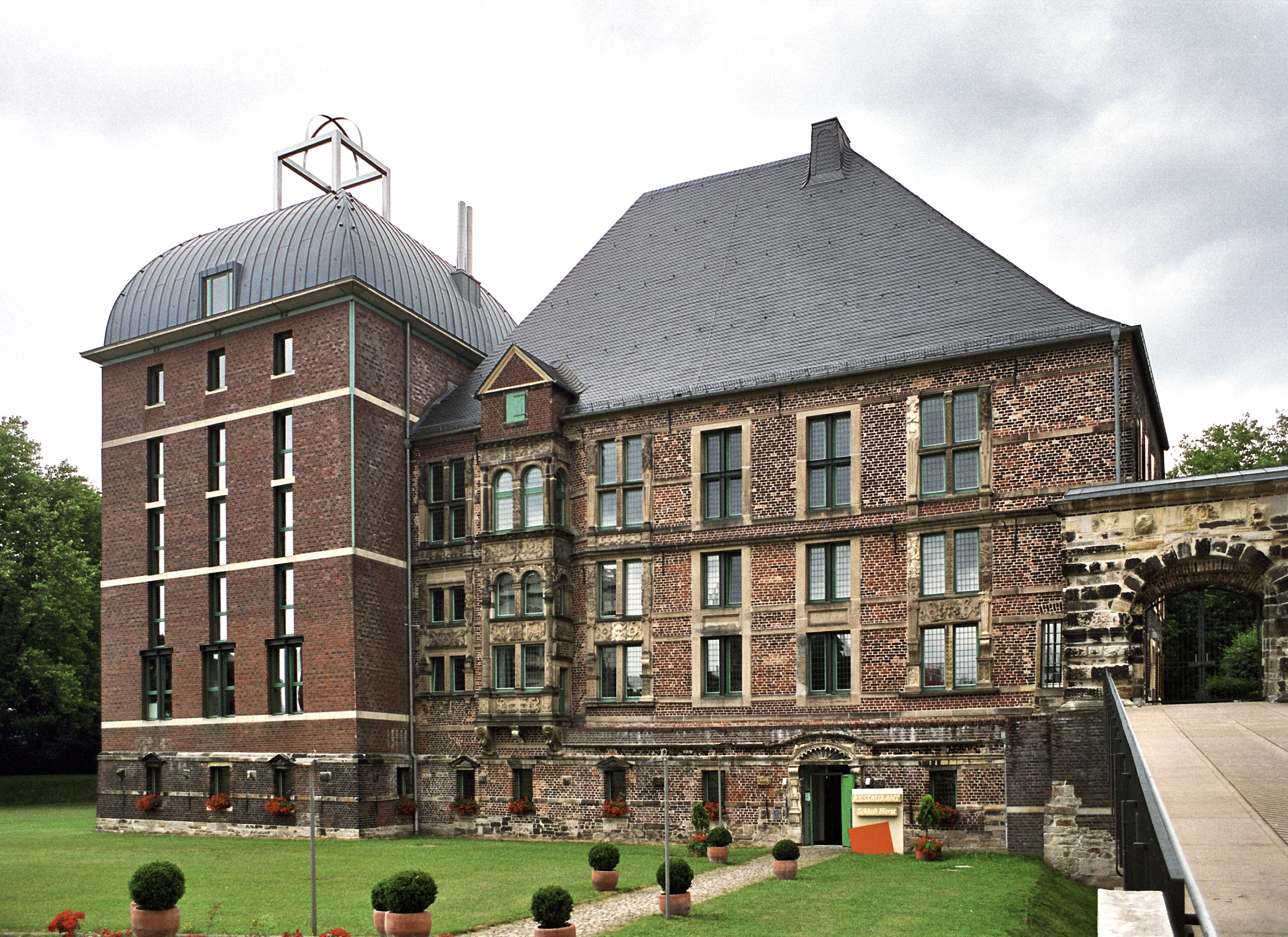
Château d'Horst
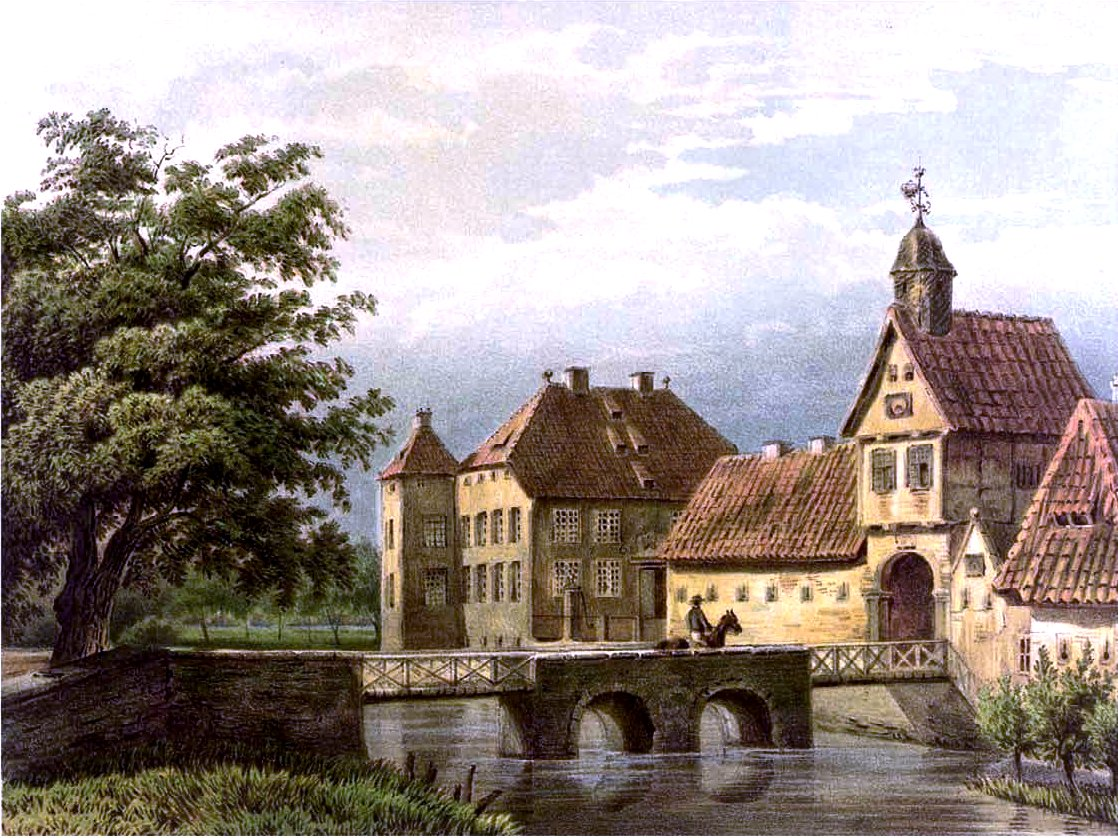
Manoir de Stockhausen (de)
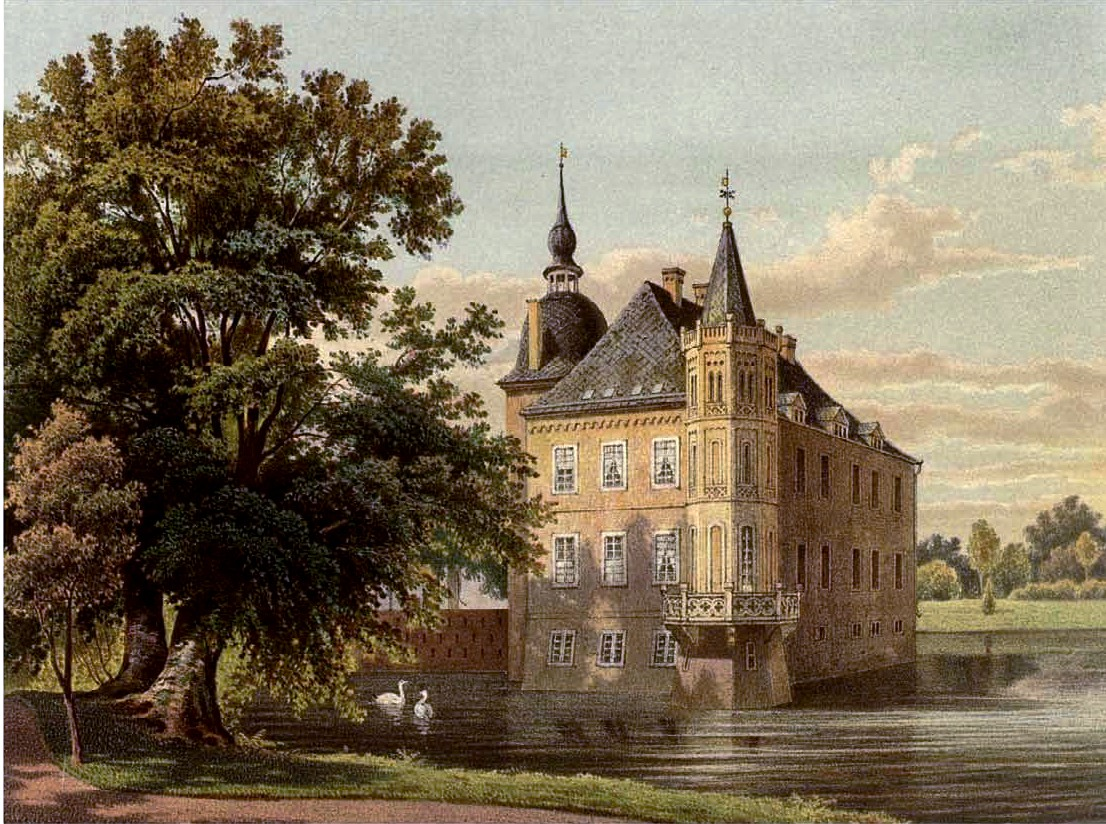
Château de Heeren
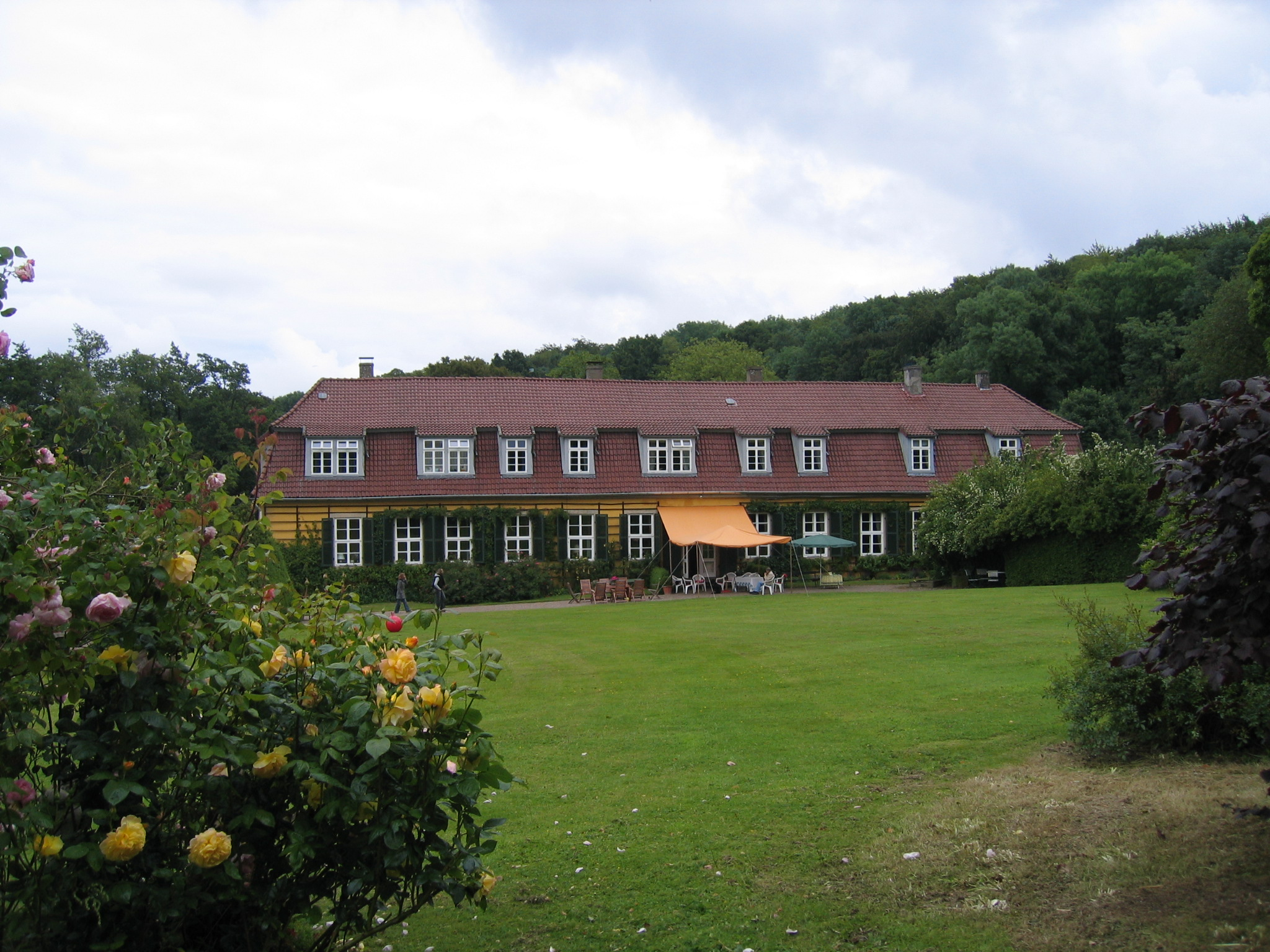
Manoir d'Obernfelde (de)
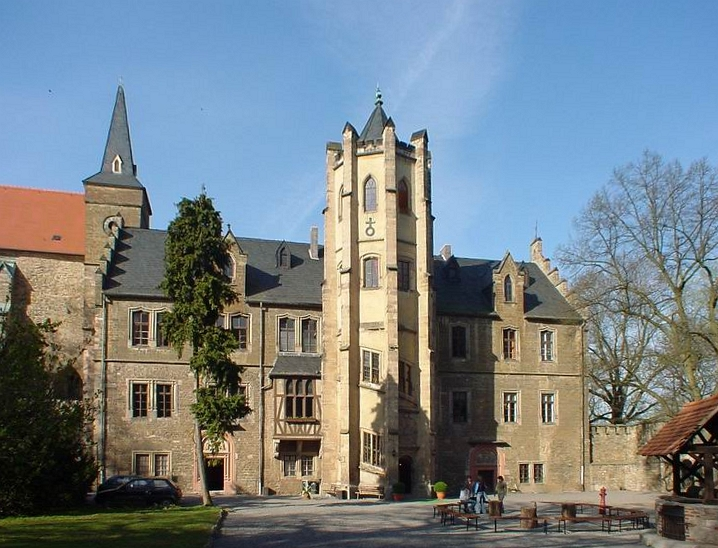
Château de Mansfeld
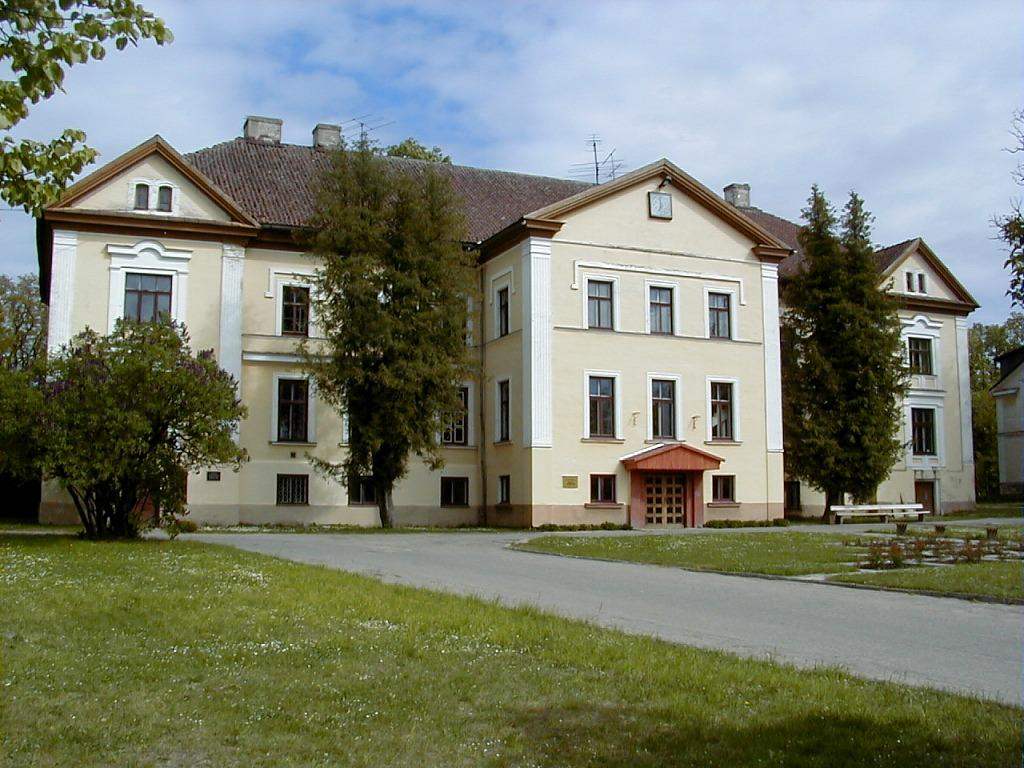
Maison de maître Berghof-Brotzen, Saldus, Courlande

## Personnalités
- Johann von der Recke (de) (né vers 1480; mort en 1551), maître livonien de l'ordre teutonique
- Jobst von der Recke (de) zu Heeren (mort en 1567), évêque de Dorpat (1544-1551)
- Matthias von der Recke zu Neuenburg (de) zu Neuenburg (mort en 1580), commandant de Doblen
- Neveling von der Recke (de) (mort en 1591), commandant du bailliage de l'Ordre Teutonique de Westphalie
- Johann von der Recke zu Reck (mort en 1647), président du conseil aulique
- Dietrich Adolf von der Recke (1601-1661), prince-évêque de Paderborn
- Johann Matthias von der Recke zu Steinfurt (de) (1672–1739), sénéchal
- Karl von der Recke (de), chef du 8e régiment de garnison vieux-prussien (de)
- Karl von der Recke (de) (1794–1873), député du parlement provincial de Westphalie (de)
- Franz Arnold von der Recke zu Steinfurt (de) (1713–1762) sénéchal de la principauté épiscopale de Münster
- Wilhelm Christian von der Recke (de) (1741–1819), major général prussien
- Anna Maria Theresia von der Recke zu Steinfurt (de) (morte en 1780), abbesse de l'abbaye de Nottuln (de) (1750–1780)
- Elisa von der Recke, née comtesse von Medem (1754–1833), écrivain
- Philipp von der Recke von Volmerstein (de) (mort en 1840), député du parlement provincial de Westphalie (de)
- Gotthard von der Recke von Volmerstein (de) (1785–1857), administrateur de l'arrondissement de Bochum (de)
- Friedrich Wilhelm von der Recke von Volmerstein (de) (1817–1891), député du parlement provincial de Westphalie (de)
- Waldemar Ariel von der Recke von Volmerstein (1831–1879), architecte
- Adalbert von der Recke-Volmerstein (de) (1791–1878), réformateur
- Eberhard Friedrich von der Reck zu Stockhausen (1744–1816), ministre prussien de la Justice
- Leopold von der Recke-Volmerstein (1835–1925), député de la chambre des seigneurs de Prusse
- Adolf Karl Ferdinand von der Recke (de) (1845–1927), administrateur de l'arrondissement de Mansfeld-Montagne
- Eberhard von der Recke von der Horst (1847–1911), ministre prussien de l'Intérieur
- Eberhard von der Recke (1847–1920), président du district de Köslin et administrateur de l'arrondissement de Querfurt (de)
- Franz von der Recke (de) (1854–1923), ministre d'État de Schwarzbourg-Rudolstadt
- Kurt Karl Franz Freiherr von der Recke (1871–1915), garde forestier en chef sur le Darß
- Adalbert von der Recke (de) (né en 1930), major général allemand
- Christian von der Recke (né en 1960), entraîneur de galop allemand et plusieurs fois entraîneur de champions